# Пјозина (Перуђа)
Пјозина је насеље у Италији у округу Перуђа, региону Умбрија.
Према процени из 2011. у насељу је живело 615 становника. Насеље се налази на надморској висини од 288 м.